# Juraciszki (stacja kolejowa)
Juraciszki (biał. Юрацішкі, ros. Юратишки) – stacja kolejowa w miejscowości Lepieszki, w rejonie iwiejskim, w obwodzie grodzieńskim, na Białorusi. Nazwa pochodzi od pobliskiego osiedla typu miejskiego Juraciszki.
Stacja istniała przed II wojną światową.